# Гарольд Алас
Гарольд Рафаель Алас Родрігес (ісп. Harold Rafael Alas Rodríguez, нар. 19 вересня 1989, Сан-Сальвадор) — сальвадорський футболіст, нападник, фланговий півзахисник клубу «Санта-Текла» та національної збірної Сальвадору.

## Клубна кар'єра
У дорослому футболі дебютував 2012 року виступами за команду клубу «Луїс Анхель Фірпо», в якій провів один сезон, взявши участь у 6 матчах чемпіонату.
Частину 2013 року провів у команді «Онсе Мунісипаль».
Того ж 2013 року уклав контракт з клубом «Марте Сойапанго», у складі якого провів наступні два роки своєї кар'єри гравця.
З 2015 року один сезон захищав кольори команди клубу «Хувентуд Індепендьєнте».
До складу клубу УЕС приєднався 2016 року. Відіграв за команду із Сан-Сальвадора 31 матч в національному чемпіонаті.
1 липня 2017 року перейшов до складу команди «Санта-Текла».

## Виступи за збірну
2017 року дебютував в офіційних матчах у складі національної збірної Сальвадору.
У складі збірної був учасником розіграшу Золотого кубка КОНКАКАФ 2017 року у США.